# 阿普爾蓋特 (密歇根州)
阿普爾蓋特（英語：Applegate）是位於美國密歇根州薩尼拉克縣華盛頓鎮區的一個村。

## 人口
根據2020年美國人口普查的數據，阿普爾蓋特的面積為2.62平方千米，當中陸地面積為2.60平方千米，而水域面積為0.02平方千米。當地共有人口241人，而人口密度為每平方千米91人。